# Moon River
"Moon River" é uma canção composta por Henry Mancini com letras de Johnny Mercer. Foi originalmente interpretada por Audrey Hepburn no filme de 1961, Breakfast at Tiffany's, ganhando um Óscar de melhor canção original, em 1962. A canção também ganhou dois Grammy Award em 1962 nas categorias: gravação do ano e canção do ano.
A canção foi regravada por muitos outros artistas. Tornou-se a canção-tema de Andy Williams, que gravou pela primeira vez em 1962 (e a apresentou na cerimônia do Óscar daquele ano). Ele cantou os primeiros oito compassos da canção no começo de cada episódio de seu programa de televisão homônimo, em sua autobiografia intulutada de "Moon River" and Me. A versão de Williams nunca foi lançada como single, mas foi uma faixa de LP que ele gravou para a Columbia em um álbum de 1962, Moon River and Other Great Themes.
O sucesso da canção foi responsável por relançar a carreira de Mercer como compositor, que havia parado em meados dos anos 1950, porque o rock and roll substituiu o jazz standard como a música popular da época. A popularidade da canção é tal que ela foi usada como amostra de teste em um estudo sobre as memórias das pessoas de canções populares.